# Paris, capitale du XIXe siècle

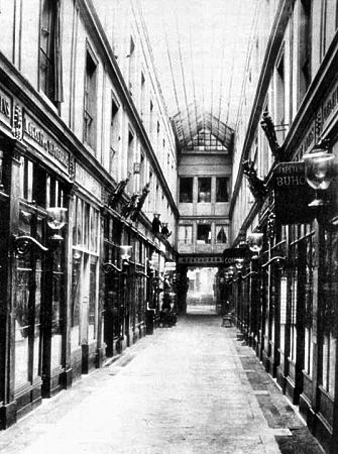
Paris, passage de l'Opéra (après 1907).

Paris, capitale du XIXe siècle, aussi nommé Livre des Passages (traduit de l'allemand Das Passagen-Werk) est un ouvrage réalisé par le philosophe allemand Walter Benjamin (1892-1940), publié à titre posthume en 1982.

## Contexte
Walter Benjamin entreprend cette œuvre dans le sillage du surréalisme lors des années 1927-1929 jusqu'à 1930 avant de la reprendre en 1934 jusqu'à sa mort en 1940. Inachevée, l'œuvre consiste en un ensemble d'écrits fragmentaires rédigés pendant cette décennie. À plusieurs reprises, Benjamin modifie le schéma général de son ouvrage, en partie à cause de l'influence de Theodor Adorno qui a accordé à Benjamin une allocation et qui s'attendait à ce que Benjamin rende le projet Arcades plus explicitement politique et marxiste dans son analyse.

Le titre « Passages » se réfère aux passages couverts bordés de magasins qui ont été tracés à Paris au début du XIXe siècle. Benjamin, en tant que flâneur, a rassemblé des informations sur ces passages parisiens, rues et grands magasins, ainsi que sur les panoramas et les expositions universelles, et a également écrit ses réflexions sur la mode, la prostitution et la publicité et a voulu créer une ambiance dialectique, où le développement du capitalisme est illustré par les mondes de vie de la métropole. Walter Benjamin prévoyait originellement de rédiger un essai de cinquante pages, mais il en fait dans les années suivantes une collection tentaculaire de documents très volumineuse composée de trente-six sujets organisés de manière thématique et étiquetés avec des mots-clés.
« Die Arbeit über die Passagen setzt ein immer rätselhafteres, eindringlicheres Gesicht auf und heult nach Art einer kleinen Bestie in meine Nächte, wenn ich sie tagsüber nicht an den entlegensten Quellen getränkt habe. Weiß Gott was sie anrichtet, wenn ich sie eines Tages frei lasse »
—  Walter Benjamin, dans une lettre adressée à Gershom Scholem le 24 mai 1928.
        
« Le travail sur les passages pose un visage de plus en plus énigmatique et pénétrant, hurlant comme une petite bête dans mes nuits, quand je ne l'ai pas arrosée aux sources les plus reculées pendant la journée. Dieu sait ce qu'elle fera si je la libère un jour »

## Présentation
Walter Benjamin observe Paris comme le foyer du XIXe siècle et de la modernité. Dans cette perspective, il s'interroge sur la lisibilité de la capitale, en analogie avec la lecture du « livre de la nature ». La lecture est alors à comprendre comme un procédé de construction du sens et d'approche phénoménologique des temps modernes. Le texte est composé comme un kaléidoscope d'images et de textes. L'éditeur allemand Rolf Tiedemann indique que le nombre de citations, de commentaires et de matériaux surpasse le travail spéculatif de Benjamin, ce qui l'a invité à renoncer à clarifier la structure de ces textes.
Cherchant à savoir comment le XIXe siècle a généré en rêve le XXe siècle, Walter Benjamin s'appuie sur des « opérateurs de fantasmagorie » plutôt que sur des modèles explicatifs : ce sont les passages urbains, les expositions universelles, la flânerie qui transforment le regard individuel et de masse. Les dossiers de l'ouvrage se composent d'un alphabet majuscule et d'un alphabet minuscule, répartissant les mots clefs de l'ordre social selon une logique à la fois rigoureuse et arbitraire. Ils expriment non pas la réalité de la ville mais son commentaire qui en est aussi la mémoire.
L'ouvrage contient des sections (convolutes) sur les « arcades » (passages couverts), la mode, les catacombes, les constructions métalliques, les expositions, la publicité, la décoration d'intérieur, Baudelaire, les rues de Paris, les panoramas et dioramas, les miroirs, la peinture, les modes d'éclairage, les chemins de fer, Charles Fourier, Marx, la photographie, les mannequins, les mouvements sociaux, les caricatures de Daumier, l'histoire littéraire, la bourse, la lithographie et la Commune.

### Éditions
- Walter Benjamin, Das Passagen-Werk, in: Gesammelte Schriften, volume V en deux sous-volumes ; édité par Rolf Tiedemann et Hermann Schweppenhäuser, avec la collaboration de Theodor W. Adorno et Gershom Scholem, Frankfurt am Main : Suhrkamp, 1982  (ISBN 3-518-28535-1).
- Walter Benjamin (trad. de l'allemand par Jean Lacoste), Paris, capitale du XIXe siècle. Livre des passages [« Das Passagen-Werk »], Paris, Le Cerf, 1989, 972 p. (ISBN 2204031577)

### Études
- Steffen Haug (trad. de l'allemand par Jean Torrent), Une collecte d'images : Walter Benjamin à la Bibliothèque nationale, Paris, Maison des sciences de l'homme, coll. « Passages », 2022, 538 p. (ISBN 978-2-7351-2854-9, DOI 10.4000/books.editionsmsh.51570, lire en ligne).
- Anne Roche, Exercices sur le tracé des ombres: Walter Benjamin, Chemin de ronde, coll. « Strette », 2010 (ISBN 978-2-905357-02-1)
- Karlheinz Stierle (trad. de l'allemand par Marianne Rocher-Jacquin, préf. Jean Starobinski), La capitale des signes : Paris et son discours, Paris, Maison des sciences de l'homme, 2001, 630 p. (ISBN 2-7351-0873-2).
- Bruno Tackels, Walter Benjamin, une vie dans les textes : essai biographique, Actes sud, 2009 (ISBN 978-2-7427-8224-6)
- Heinz Wismann (dir.), Walter Benjamin et Paris : colloque international, 27-29 juin 1983, Paris, Cerf, coll. « Passages », 1986, 1038 p. (ISBN 2-204-02219-5, présentation en ligne).
- Bernd Witte (dir.), Topographies du souvenir : « Le livre des passages », de Walter Benjamin, Paris, Presses Sorbonne nouvelle, coll. « Publications de l'Institut d'allemand d'Asnières » (no 41), 2007, 186 p. (ISBN 978-2-87854-373-5, DOI 10.4000/books.psn.6089, lire en ligne).